# Engels (Stadt)
Engels (russisch Э́нгельс; bis 1931 Pokrowsk/Покровск/deutsch zeitweise Kosakenstadt) ist eine Stadt in der Oblast Saratow in Russland. Sie hat 202.419 Einwohner (Stand 14. Oktober 2010). Von 1924 bis 1941 war die Stadt Verwaltungssitz der autonomen Wolgadeutschen Republik. Sie ist nach dem deutschen Philosophen und kommunistischen Revolutionär Friedrich Engels benannt.

## Geografie

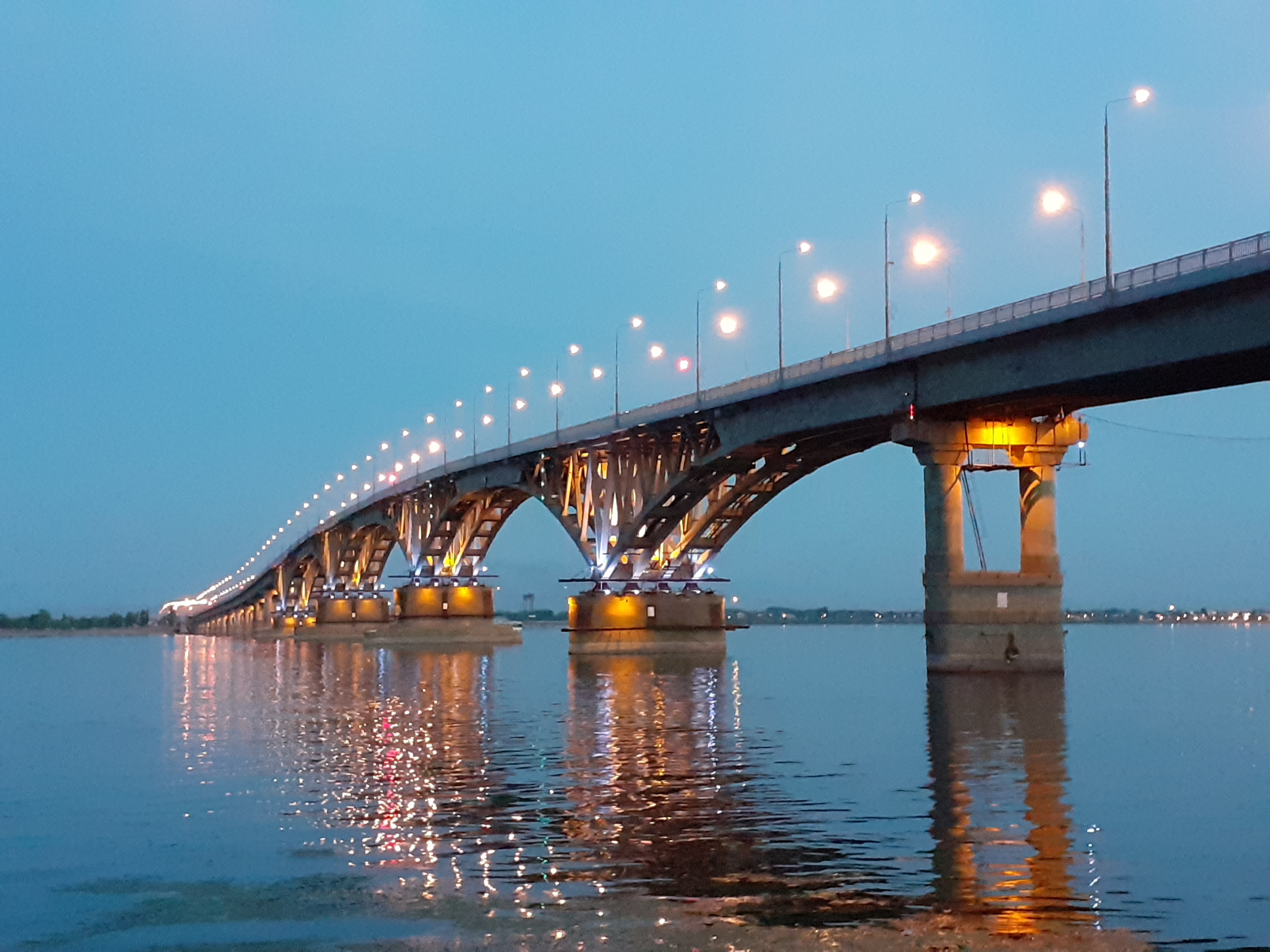
Verbindungsbrücke nach Saratow

Engels liegt am Ufer der Wolga, direkt gegenüber der größeren Stadt Saratow. Die Stadt ist Verwaltungssitz des gleichnamigen Rajon Engels und zweitgrößte Stadt der Oblast Saratow. Engels liegt im europäischen Teil Russlands, ca. 850 km südöstlich von Moskau.
In der Stadt herrscht ein russisch-südländisches Flair, Bauten aus dem 19. Jahrhundert prägen das Bild der Innenstadt. Sie ist durch die drei Kilometer lange Brücke von Saratow mit Saratow verbunden. Im Zentrum steht ein großes Friedrich-Engels-Denkmal. Eine etwas weiter wolgaaufwärts gelegene Stadt trägt den Namen Marx.

## Geschichte

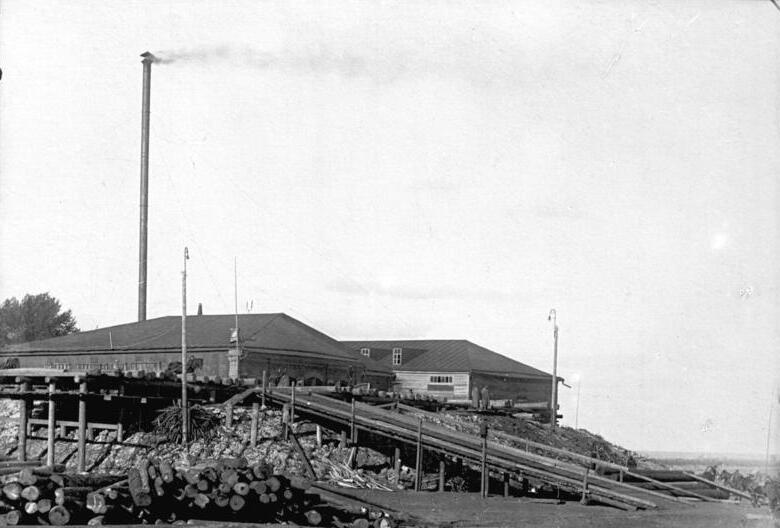
Sägemühle in Engels (1928)

1747 wurde der Ort Pokrowskaja Sloboda angesiedelt und erhielt 1914 Stadtstatus sowie den Namen Pokrowsk.
Einige Jahre nach der Gründung der Autonomen Sozialistischen Sowjetrepublik der Wolgadeutschen wurde die Stadt 1931 nach Friedrich Engels umbenannt. Engels war während der Zeit der Wolgadeutschen die Hauptstadt zunächst der gleichnamigen Kommune, dann der Wolgadeutschen Republik.
Hier bestand das Deutsche Pädagogische Institut von 1929 bis 1941.
Seit 1931 existierte in Engels ein „Deutsches Staatstheater“ mit einem Fassungsvermögen von circa 800 Plätzen, das vor allem von deutschen Laienspielzirkeln getragen wurde. Ab 1936 nahmen sich deutsche Emigranten wie Erwin Piscator und Bernhard Reich des Theaters an, dem angesichts der Stalinschen Säuberungen jedoch keine Dauer beschieden war. In Engels bestand das Kriegsgefangenenlager 368 für deutsche Kriegsgefangene des Zweiten Weltkriegs.
Im Heimatmuseum in Engels gibt es auch eine Ausstellung über die Wolgadeutschen.
Am 12. April 1961 ging Juri Gagarin nach dem ersten bemannten Weltraumflug mit der Landekapsel des Raumschiffs Wostok 1 etwa 25 Kilometer von Engels entfernt in der Steppe beim Dorf Smelowka nieder.
Im Zuge des Russisch-Ukrainischen Krieges wurde Anfang Januar 2025 ein militärisches Öllager in Engels angegriffen.

### Bevölkerungsentwicklung
| Jahr | Einwohner |
| ---- | --------- |
| 1939 | 073.240   |
| 1959 | 090.724   |
| 1970 | 130.066   |
| 1979 | 161.349   |
| 1989 | 181.201   |
| 2002 | 193.984   |
| 2010 | 202.419   |
| 2017 | 225.752   |

Anmerkung: Volkszählungsdaten

## Wirtschaft
In Engels konzentrieren sich Betriebe aus der Automobilindustrie. Es befinden sich Herstellerfirmen von Oberleitungsbussen (das Werk Trolsa (Тролза)), Eisenbahnwaggons, Spezialfahrzeugen und Transportmaschinen in der Stadt.
Die früher dominierende chemische Industrie hat dagegen weitgehend den Betrieb eingestellt.
Auch mehrere deutsche Unternehmen haben Niederlassungen oder Produktionsstandorte in Engels. Größter Betrieb in Engels ist die Firma OAO „Robert Bosch Saratow“, die Zündkerzen, Steuergeräte, Kabelbäume und anderes für die russische Automobilindustrie und den europäischen Markt herstellt.
Die Firma Henkel stellt in Engels Waschpulver und chemische Produkte für die Automobilindustrie her.

## Militär

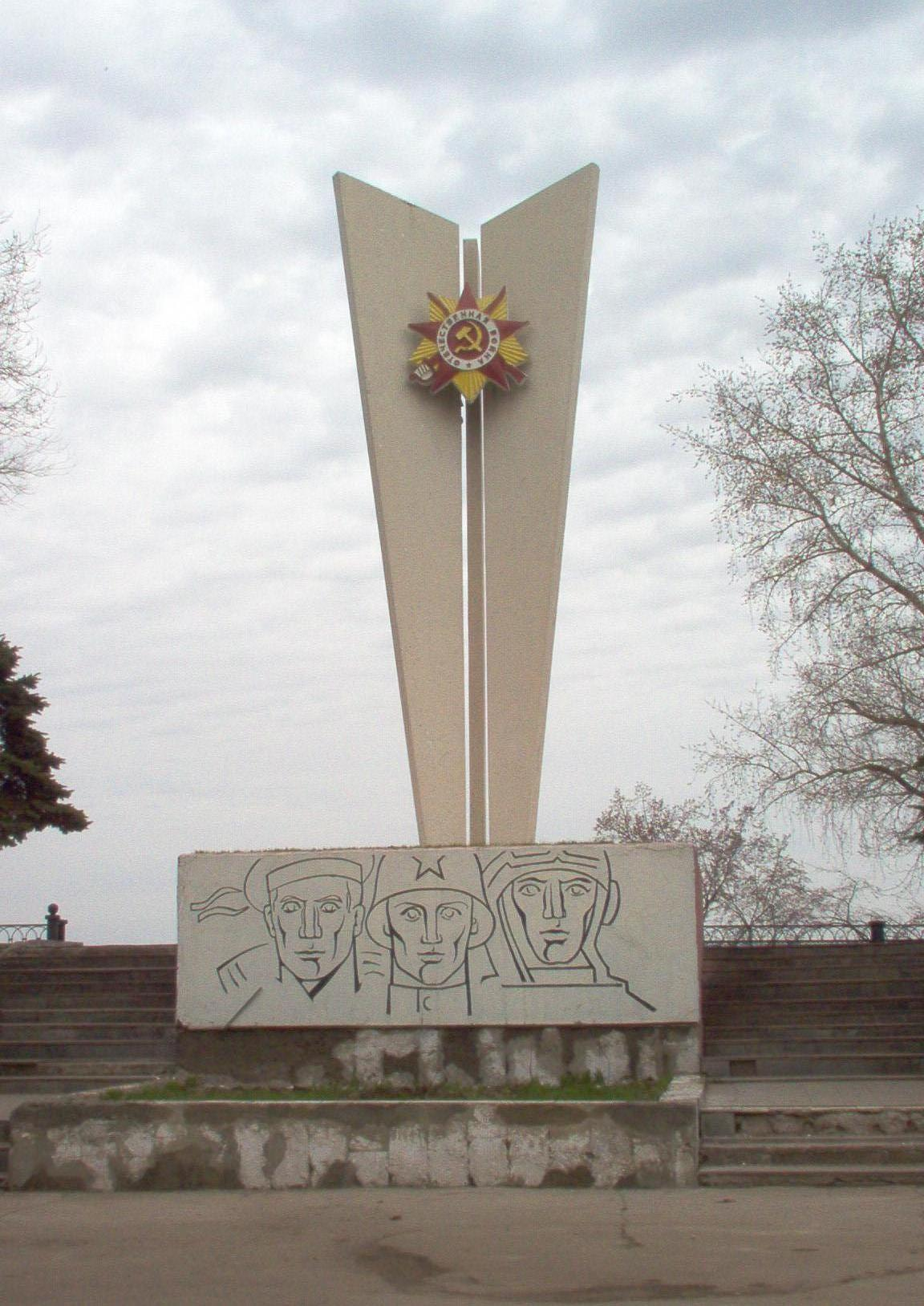
Kriegsdenkmal in Engels

Die russischen Streitkräfte betreiben mehrere Niederlassungen in der näheren Umgebung von Engels. Dazu gehört auch der Militärflugplatz Engels-2 mit angeschlossener Kaserne. Nach der Restrukturierung sind auf dem Militärflugplatz 14 schwere strategische Nuklearlangstreckenbomber vom Typ Tupolew Tu-160 der Fernfliegerkräfte stationiert. Die Maschinen gehören zum 121. Schweren Bombenfliegerregiment (zugehörig zur 22. Schweren Bomberfliegerdivision) der Russischen Luftstreitkräfte. Seit Juni 2008 fliegen auch Langstreckenbomber vom Typ Tupolew Tu-95MS und Tupolew Tu-22M3 von dem Stützpunkt aus Patrouillenflüge über die Arktis und über dem Atlantik. Hierzu werden die Bomber von Tankflugzeugen vom Typ Iljuschin Il-78 aufgetankt.

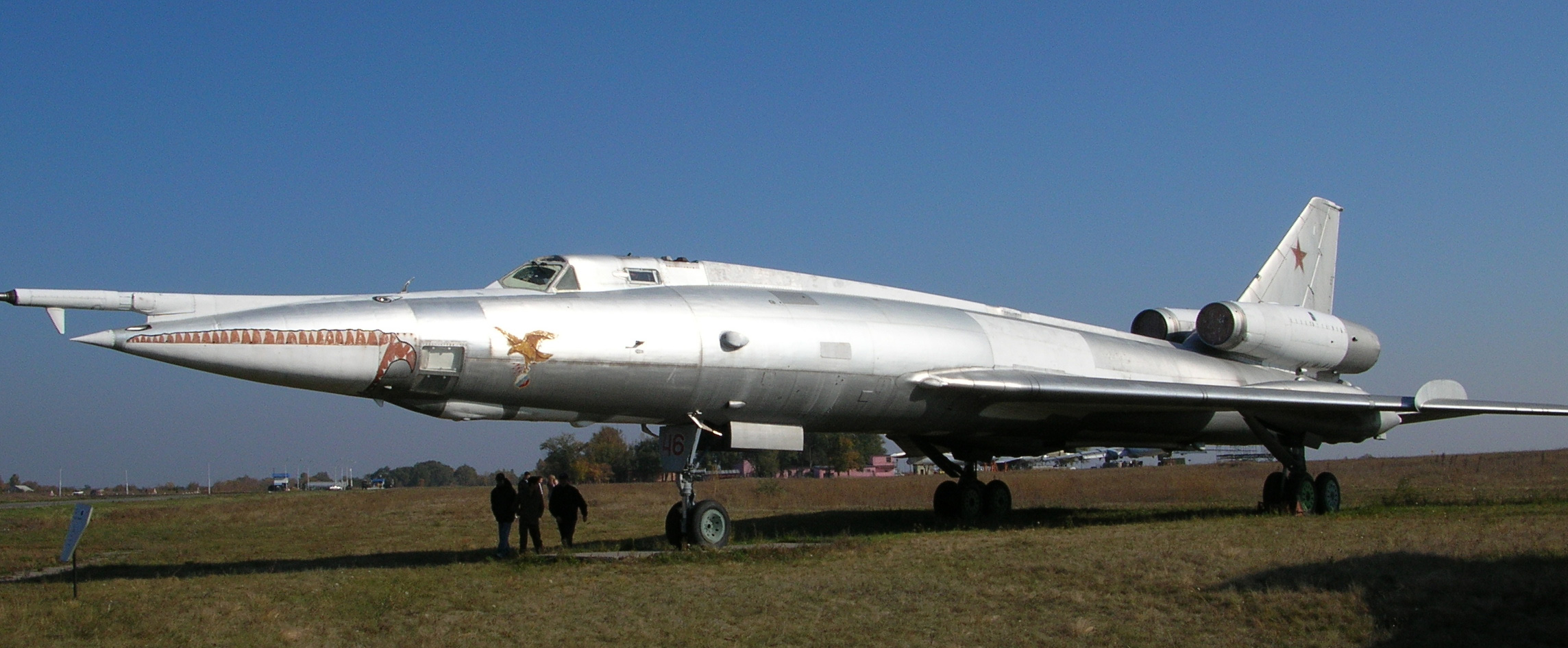
Tu-22 im Museum der Fernfliegerkräfte

Neben dem Flugplatz Engels-2 befindet sich das Museum der Fernfliegerkräfte (музей дальней авиации), in dem u. a. Flugzeuge der Typen Tu-22, Tu-22M, Tu-95 und Tu-134UB-L ausgestellt sind.

## Weiterführende Bildungseinrichtungen
- Regionalzentrum für Kadervorbereitung der Moskauer Universität für Verbraucherkooperation
- Technologisches Institut der Saratower Staatlichen Technischen Universität

## Sehenswürdigkeiten
- Das Gebäude des Lesesaals der Zentralen Bibliothek, das 1909 errichtet wurde
- Die 1825 errichtete Dreifaltigkeits-Kirche (Троицкая)
- Heimatmuseum
- Lew-Kassil-Museum
- Denkmal der Russlanddeutschen Opfer der Repression in der UdSSR (russ.: Российским немцам-жертвам репрессий в СССР), enthüllt am 26. August 2011[6]

## Söhne und Töchter der Stadt
- Konrad Hoffmann (1894–1977), russlanddeutscher Politiker
- Lew Kassil (1905–1970), Kinderbuchautor
- Olimpiada Koslowa (1906–1986), Ökonomin und Hochschullehrerin
- Askold Murow (1928–1996), Komponist
- Herold Belger (1934–2015), Schriftsteller und Übersetzer russlanddeutscher Herkunft
- Alfred Schnittke (1934–1998), Komponist und Pianist russlanddeutscher Abstammung
- Viktor Schnittke (1937–1994), sowjetisch-deutscher Dichter, Schriftsteller sowie Übersetzer
- Gennadi Korban (* 1949), Ringer
- Wera Stramkouskaja (* 1958), belarussische Rechtsanwältin und Menschenrechtsaktivistin
- Juri Schargin (* 1960), Kosmonaut
- Igor Komarow (* 1964), Politiker, Industrieller, Finanzier und Manager
- Natalja Prikastschikowa (* 1968), Biathletin
- Sergei Ulegin (* 1977), Kanute
- Alexander Sapeta (* 1989), Fußballspieler
- Artjom Stoljarow (bekannt als Arty, * 1989), Trance-DJ
- Alexandra Worobjowa (* 1989), Sängerin
- Kirill Folmer (* 2000), Fußballspieler